# Christopher Bambridge
Christopher Bambridge (Kettering, Anglia, 1947. október 7.–) ausztrál nemzetközi labdarúgó-játékvezető.

## Pályafutása
Az FFA Játékvezető Bizottságának (JB) minősítésével 1978-tól az National Soccer League játékvezetője. Küldési gyakorlat szerint rendszeres partbírói szolgálatot is végzett. A nemzeti játékvezetéstől 1992-ben visszavonult.
Az Ausztrál labdarúgó-szövetség JB terjesztette fel nemzetközi játékvezetőnek, a Nemzetközi Labdarúgó-szövetség (FIFA) 1980-tól tartotta nyilván bírói keretében. A FIFA JB központi nyelvei közül az angolt beszéli. Több nemzetek közötti válogatott (Labdarúgó-világbajnokság, OFC-nemzetek kupája, Olimpiai játékok), valamint klubmérkőzést vezetett, vagy működő társának partbíróként segített. Az ausztrál nemzetközi játékvezetők rangsorában, a világbajnokság sorrendjében az 5. helyet foglalja el 1 találkozó szolgálatával. A nemzetközi játékvezetéstől 1992-ben búcsúzott. Válogatott mérkőzéseinek száma: 13.
Az 1983-as U20-as labdarúgó-világbajnokságon a FIFA JB játékvezetőként foglalkoztatta.
| Időpont         | Helyszín                             | Mérkőzés típusa             | Mérkőzés      | Eredmény | Nézők száma |
| --------------- | ------------------------------------ | --------------------------- | ------------- | -------- | ----------- |
| 1983. június 9. | Sergio León Chavez Stadion, Irapuato | csoportmérkőzés (B csoport) | Kína–Ausztria | 3 – 0    | 15 317      |

Az 1985-ös U16-os labdarúgó-világbajnokságon a FIFA JB bíróként foglalkoztatta.
| Időpont             | Helyszín                  | Mérkőzés típusa             | Mérkőzés                                   | Eredmény | Nézők száma |
| ------------------- | ------------------------- | --------------------------- | ------------------------------------------ | -------- | ----------- |
| 1985. július 31.    | Központi Stadion, Sanghaj | csoportmérkőzés (D csoport) | Katar–Brazília                             | 1 – 2    | 30 000      |
| 1985. augusztus 2.  | Központi Stadion, Sanghaj | csoportmérkőzés (D csoport) | Brazília–Magyarország                      | 0 – 1    | 25 000      |
| 1985. augusztus 7.  | Központi Stadion, Sanghaj | egyik negyeddöntő           | Magyar U17-es labdarúgó-válogatott–Nigéria | 1 – 3    | 25 000      |
| 1985. augusztus 11. | Központi Stadion, Peking  | döntő                       | NSZK–Nigériai U17-es labdarúgó-válogatott  | 0 – 2    | 80 000      |

Az 1986-os labdarúgó-világbajnokságon a FIFA JB játékvezetői szolgálatra alkalmazta. Ha nem vezetett mérkőzést, akkor működő társának partbíróként segített. A kor elvárása szerint az egyes számú partbíró játékvezetői sérülésnél átvette a mérkőzés irányítását. Négy alkalommal egyes, egy esetben 2. pozícióba kapott küldést. A csoportmérkőzéseken, a Kanada–Magyarország (0 – 2) találkozón Dzsamál as-Saríf 2. partbírója volt. Világbajnokságon vezetett mérkőzéseinek száma: 1 + 5 (partbíró).
| Időpont          | Helyszín                     | Mérkőzés típusa             | Mérkőzés               | Eredmény | Nézők száma |
| ---------------- | ---------------------------- | --------------------------- | ---------------------- | -------- | ----------- |
| 1985. október 5. | Központi Stadion, Auckland   | (1986 vb) OFC zóna          | Új Zéland–Tajvan       | 5 – 1    |             |
| 1986. június 1.  | Jalisco Stadion, Guadalajara | csoportmérkőzés (D csoport) | Brazília–Spanyolország | 1 – 0    | 65 000      |

Az OFC JB küldésére az 1980-as OFC-nemzetek kupájalabdarúgó-tornán hivatalnokként tevékenykedett.
| Időpont           | Helyszín                | Mérkőzés típusa             | Mérkőzés                               | Eredmény |
| ----------------- | ----------------------- | --------------------------- | -------------------------------------- | -------- |
| 1980. február 25. | Magenta Stadion, Nouméa | csoportmérkőzés (A csoport) | Tahiti–Új-zélandi labdarúgó-válogatott | 3 – 1    |
| 1980. február 27. | Magenta Stadion, Nouméa | csoportmérkőzés (A csoport) | Fiji–Új-zélandi labdarúgó-válogatott   | 4 – 0    |

Az 1988. évi nyári olimpiai játékokon a  FIFA JB bíróként alkalmazta.  Ha nem vezetett mérkőzést, akkor működő társának partbíróként segített. A kor elvárása szerint az egyes számú partbíró játékvezetői sérülésnél átvette a mérkőzés vezetését. Partbíróként 2 alkalommal egyes, egy mérkőzésre, 2. pozícióban kapott küldést.
| Időpont              | Helyszín                | Mérkőzés típusa             | Mérkőzés            | Eredmény | Nézők száma |
| -------------------- | ----------------------- | --------------------------- | ------------------- | -------- | ----------- |
| 1988. szeptember 22. | Goodeok Stadion, Puszan | csoportmérkőzés (C csoport) | Dél-Korea–Argentína | 1 – 2    | 30 000      |

Az Ausztrál labdarúgó-szövetség (FFA) JB munkatársa, Viktória állam területének játékvezető referense.